# علي أدهم
علي أدهم (19 يونيو 1897 - 8 يناير 1981) هو أديب وباحث ومؤلف مصري.

## حياته ونشأته
ولد علي أدهم في التاسع عشر من يونيو سنة 1897، في مدينة الإسكندرية، لأسرة ذات أصول تركية، التحق بمدارس الثغر، ثم انتقل منها إلى مدارس مدينة إلى القاهرة، إلى أن نال شهادة البكالوريوس سنة 1916.
عمل أدهم في مصلحة الجمارك في الإسكندرية، ثم عمل بالإدارة الثقافية بالقاهرة في وزارة المعارف، ورأس مكتب وكيلها ثم وزيرها طه حسين، كما عمل كعضو في لجنة التأليف والترجمة والنشر.

## مسيرته
بعد أن توقفت شهاداته على البكالوريا عمل على تثقيف نفسه بنفسه في عصامية محمودة، سواء بمطالعة المجلات الأدبية، ولا سيما مجلة «الهلال» في عهد منشئها جرجي زيدان، أو بغشيان المكتبات العامة للاغتراف من نفائس الكتب في خزائنها.
كان قارئاً نهماً فالكتاب هو الرفيق الملازم لعلي أدهم، وكانت اهتماماته موسوعية، يقرأ في التاريخ وفي الفلسفة وفي آداب الغرب والأدب العربي، وفي الأندلسيات، وفي فنون القصص، وفي المذاهب السياسية، وفي الشعر والنقد الأدبي، فضلاً عن سير الأعلام.
وكان إتقانه للغة الإنجليزية معواناً له على التفقّه في جميع هذه الميادين الفكرية، وإذ كان قد اكتسب من أستاذه الشاعر عبد الرحمن شكري (1886-1958) الذي كان يدرسه التاريخ والجغرافية في المرحلة الثانوية حب القراءة، والرغبة الدائبة في الاطلاع، فقد اكتسب من صديقه العقاد عندما اتصل به بعد ذلك هذه الرؤية الموسوعية والنظرة التحليلية، فضلاً عن الاستقلال باستنباط الآراء وعدم الاقتصار على نقلها بعُجرها وبجرها
وفي سن مبكرة بدأ علي أدهم يكتب في المجلات الأدبية، بادئاً بمجلة (البيان لصاحبها الشيخ عبدالرحمن البرقوقي، ثم صار يكتب في مجلات أخرى منها (الثقافة) و (المقتطف) و (الكاتب المصري) و (الفكر المعاصر) و (العربي) و (الكاتب العربي) و (قافلة الزيت) وغيرها.
بعد ذلك أشرف على بعض السلاسل، وبفضل إجادته للغة الإنجليزية، كان يُعهد إليه في مراجعة عشرات من الكتب المترجمة في موضوعات شتّى، فكان يقوم بهذه المهمّة بأمانة وبصر.
وعندما صدرت الطبعة العربية من مجلة (المختار من ريدرز دايجست) للمرة الأولى في عام 1943م، استعان محررها فؤاد صروف بكبار المترجمين لنقل مادتها، وكان منهم علي أدهم إلى جانب عباس محمود العقاد وإبراهيم عبدالقادر المازني، وعبد الرحمن صدقي، ويحيى حقي، ومن إليهم.

## مؤلفاته
بدأ علي أدهم التأليف منذ عام 1938، عندما أصدر كتابه الأول (صقر قريش) وأهدته مجلة المقتطف إلى مشتركيها في هذا العام. وتوالت بعد ذلك مصنفاته شاملة قطاعات عريضة من المعارف.ويمكن تصنيفها حسب التالي:

### السير والتراجم
- صقر قريش
- منصور الأندلس
- غاريبالدي
- بوذا
- متزيني
- المعتمد بن عباد
- أبو جعفر المنصور[6]
- عبد الرحمن الناصر
- شخصيات تاريخية

### النقد الأدبي
- على هامش الأدب والنقد.
- النقد والجمال في روسية.
- تلاقي الأكفاء.

### الدراسات التاريخية
- بعض مؤرخي الإسلام
- تاريخ التاريخ
- صور تاريخية
- الهند والغرب.

### المباحث الفلسفية والاجتماعية
- نظرات في الحياة والمجتمع
- العبقرية
- محاورات رينان
- لماذا يشقى الإنسان
- بين الفلسفة والأدب

### الدراسات الأدبية
- ألوان من أدب الغرب
- فصول في الأدب والنقد والتاريخ
- صور أدبية.

### السياسة
- حقيقة الشيوعية
- الشيوعية والاشتراكية
- الجمعيات السرية
- المذاهب السياسية المعاصرة
- الفوضوية

### ترجمة القصص
- الخطايا السبع
- فيراتا
- روضات الفردوس
- صديق الشدة
- رينيه من تأليف شاتوبريان.

وهذا في الحقيقة إنتاج حافل زاد على الثلاثين كتاباً أضيفت إليها مؤخراً مجموعة من مقالاته المبثوثة في المجلات أصدرتها هيئة الكتب المصرية، عدا طبعات جديدة من بعض كتبه أصدرها المجلس الأعلى للثقافة عند احتفاله بمئوية علي أدهم.

## نشاطه
استطاع علي أدهم شخصيته الرصينة وعلمه الغزير وخلقه النبيل أن يظفر بصداقة (العقاد وعبد الرحمن شكري وطه حسين) على ماكان بينهم من جفوة وخصومة مكتومة، ولم يدخل علي أدهم في خصومة فكرية مع أحد، اللهم إلا عندما أصدر كتاب «حقيقة الشيوعية» في سلسلة عنوانها «اخترنا لك» كان يشرف عليها الضابط أمين شاكر (ت:1998) وتصدر عن الدولة بمقدمة يكتبها الأديب محمد سعيد العريان، ويوقعها جمال عبد الناصر، فقد فزعت فصائل اليسار من هذا الكتاب، وبدأت تهاجم مؤلفه علي أدهم، فكان يعلق على هجمومهم قائلا: لمَ تهاجمونني ولا تهاجمون صاحب المقدمة الذي بارك الكتاب؟ ومع هذا فقد نهى علي أدهم نفسه عن الخوض في ملاحاة مع هذه الفصائل، واعتصم بناموسه الأخلاقي الداعي إلى الترفع عن المناقشات البيزنطية، ولا سيما إذا ما اتصلت بالمذاهب لأن معتنقيها لا يرون الحقيقة إلا من خلالها، وهم وحدهم على صواب ومن عداهم هم المخطئون.
وقد كتب عنه معاصروه كتابات في الصحف وأشادوا به مثلما أشاد به العقاد في هذا المقال مجلة الرسالة / العدد 753/ كتابان قيمان

## جوائز
منحته الحكومة المصرية وسام العلوم والفنون والآداب من الطبقة الأولى.

## وفاته
توفي علي أدهم في الثامن من يناير سنة 1981.